# Odorrana zhaoi
Odorrana zhaoi är en groddjursart som beskrevs av Li, Lu och Rao 2008. Odorrana zhaoi ingår i släktet Odorrana och familjen egentliga grodor. Inga underarter finns listade i Catalogue of Life.